# 拉塞尔·加西亚
拉塞尔·加西亚（英語：Russell Garcia，1970年6月20日—），英国男子曲棍球运动员。他曾代表英国参加1988年、1992年和1996年夏季奥林匹克运动会曲棍球比赛，其中1988年奥运会获得一枚金牌。